# (7529) Vagnozzi
(7529) Vagnozzi ist ein Asteroid des inneren Hauptgürtels, der am 16. Januar 1994 am Osservatorio Colleverde di Guidonia (IAU-Code 596) in Guidonia Montecelio in der Provinz Rom entdeckt wurde.
Der Asteroid wurde nach dem italienischen Amateurastronomen Antonio Vagnozzi (* 1950) benannt, der 1993 als erster Amateurastronom in Italien mit Hilfe einer CCD-Kamera einen Asteroiden entdeckte.